# 黄猄草
黄猄草（学名：Strobilanthes tetrasperma）为爵床科紫云菜属的植物。分布在越南北部以及中国大陆的重庆、海南、福建、湖南、湖北、江西、四川、香港、贵州、广东等地，生长于海拔200米至1,500米的地区，常生于密林中，目前尚未由人工引种栽培。

## 别名
四子马蓝（中国高等植物图鉴）

## 种下等级
- Strobilanthes tetraspermus (Champ. ex Benth.) Druce